# Leopoldo Menéndez López
Leopoldo Menendez Lopez est un général espagnol, dirigeant militaire des forces républicaines pendant la guerre civile espagnole.

## Biographie
Il est fils de militaire, il suit les traces de son père comme ses frères Arturo et Emilio. Après ses études secondaires s'engage dans l'armée, d'abord à Barcelone dans l'artillerie en septembre 1907, puis à l'Académie d'infanterie de Tolède de 1907 à 1910. Entre 1911 et 1920 il est en poste en Afrique et participe à de nombreuses campagnes dans le protectorat espagnol. Il devient capitaine en 1916, il retourne en 1920 en Espagne. Entre 1924 et 1927, il étudie à l'école militaire. En 1927, il retourne à Protectorat.
Il est à Ceuta quand est proclamé la Deuxième République, une période au cours de laquelle il collabore avec le nouveau ministre de la Guerre, Manuel Azaña. Il est affecté à la 11e brigade d'infanterie à Burgos le 6 mai 1936.
Il est à Madrid quand le coup d'État conduit à la guerre. Il devient sous-secrétaire de la guerre au ministère de la Guerre et réorganise les services d'intendance et de transport, ainsi que l'organisation dans des fronts. Le 17 septembre 1936, il participe aux combats vers Cordoue. 
Au début de 1937 il devient lieutenant-colonel, il réorganise le secteur de Madrid. En février 1937, il commande la garde présidentielle. En juillet 1937 il est en poste à l'état-major central de l'armée durant à la Bataille de Brunete.
En août 1937, il reçoit le commandement du XX Corps il est envoyé à Teruel. Sous le commandement de Juan Hernández Saravia, il participe avec son unité dans le siège de Teruel Bataille de Teruel. Il est promu au grade de colonel. De mars à juillet 1937 il participe à l'Offensive du Levant.
Il quitte l'Espagne le 30 mars 1939 pour la France et part pour le Mexique, où il est mort en 1960.